# Henri-Paul Nénot
Henri-Paul Nénot (Parigi, 27 maggio 1853 – Parigi, 13 dicembre 1934) è stato un architetto francese.

## Biografia
Dopo un breve periodo in uno studio di architettura privato, dove imparò le basi dell'architettura, Henri-Paul Nénot iniziò a frequentare l'École nationale supérieure des beaux-arts di Parigi. Parallelamente lavorò in diversi studi di architettura privati, tra cui quello di Charles Garnier, che lo sostenne anche studi completati, all'inizio della sua carriera professionale. Nel 1877 vinse il Prix de Rome grazie al tema: "un ateneo per una grande capitale". Durante il suo soggiorno romano, che durò dal 28 gennaio 1878 al 31 dicembre 1881, risiedette a Villa Medici.
Iniziò la sua carriera professionale come architetto di edifici civili e di palazzi istituzionali. Il suo lavoro più celebre è la realizzazione del plesso architettonico dell'Università Sorbonne Nouvelle, che progettò nel 1884. Per tale motivo Theobald Chartran lo ha rappresentato nel grande affresco raffigurante la storia della Sorbona che è situato sulle pareti di una grande scalinata dell'ateneo francese. Nénot progettò anche altri plessi universitari a Parigi e numerosi edifici privati, amministrativi e residenziali.
Nel 1882 vinse il primo concorso, bandito nel 1881, organizzato per la costruzione del Vittoriano a Roma su 311 concorrenti. Fu poi deciso di non dare seguito al progetto per due motivi principali: le accese polemiche sul fatto che il vincitore fosse, per un monumento rappresentante una figura di spicco della storia italiana, uno straniero; il fatto che l'idea di Nénot fosse, come scoperto solo in seguito, una versione lievemente aggiornata di un suo precedente progetto per un'università francese che realizzò nel 1877. A questo si aggiunse la tensione dovuta al cosiddetto "schiaffo di Tunisi", ovvero all'occupazione della Tunisia proprio ad opera della Francia, nazione di origine di Nénot. Comunque il vincitore incassò lo stesso il premio di cinquantamila franchi.  
Nel 1895 venne eletto presidente del dipartimento di architettura dell'Académie des beaux-arts di Parigi. La sua ultima opera fu il palazzo della Società delle Nazioni a Ginevra, di cui divenne anche direttore generale dei lavori e presidente del comitato degli architetti. Morì in un incidente prima della fine dei lavori di costruzione di questo palazzo.